# Santa Olalla del Cala
Santa Olalla del Cala is een gemeente in de Spaanse provincie Huelva in de regio Andalusië met een oppervlakte van 203 km². In 2007 telde Santa Olalla del Cala 2142 inwoners.